# یورونکست

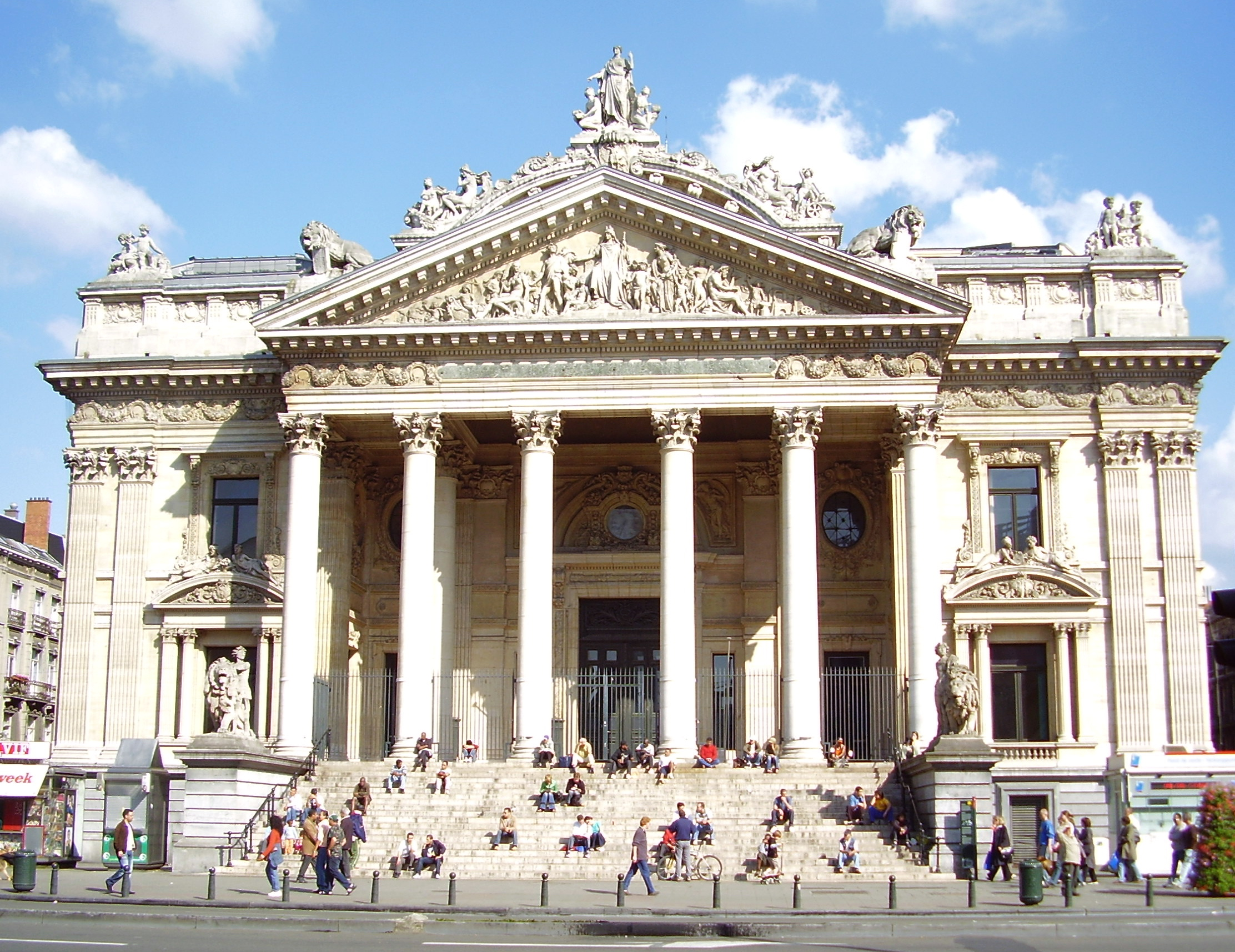
ساختمان بورس یورونکست، در شهر بروکسل

یورونکست (به انگلیسی: Euronext) بازار الکترونیکی بورس اوراق بهادار اروپا است، که ساختمان مرکزی آن در شهر آمستردام، هلند مستقر می‌باشد.
بازار بورس یورونکست در تاریخ ۲۲ سپتامبر ۲۰۰۰ پس از ادغام بورس آمستردام، بورس بروکسل و بورس پاریس تأسیس شد. هدف از تشکیل این بازار بورس، استفاده هماهنگ از بازارهای مالی اتحادیه اروپا بود.
شرکت‌های تابعه یورونکست در کشورهای بلژیک، فرانسه، پرتغال و انگلستان مستقر می‌باشند. در دسامبر ۲۰۱۰ ارزش بازار بورس یورونکست معادل ۲٫۹ تریلیون دلار اعلام شد، که در فهرست بزرگترین بازارهای بورس جهان در رتبه پنجم قرار گرفت.
در تاریخ ۴ آوریل ۲۰۰۷ بورس یورونکست و بازار بورس نیویورک با هم ادغام شدند و بازار بورس نیویورک یورونکست (NYSE Euronext) تأسیس شد. این اولین بازار بین‌المللی بورس اوراق بهادار در جهان بود.